# Museo di palazzo Corboli

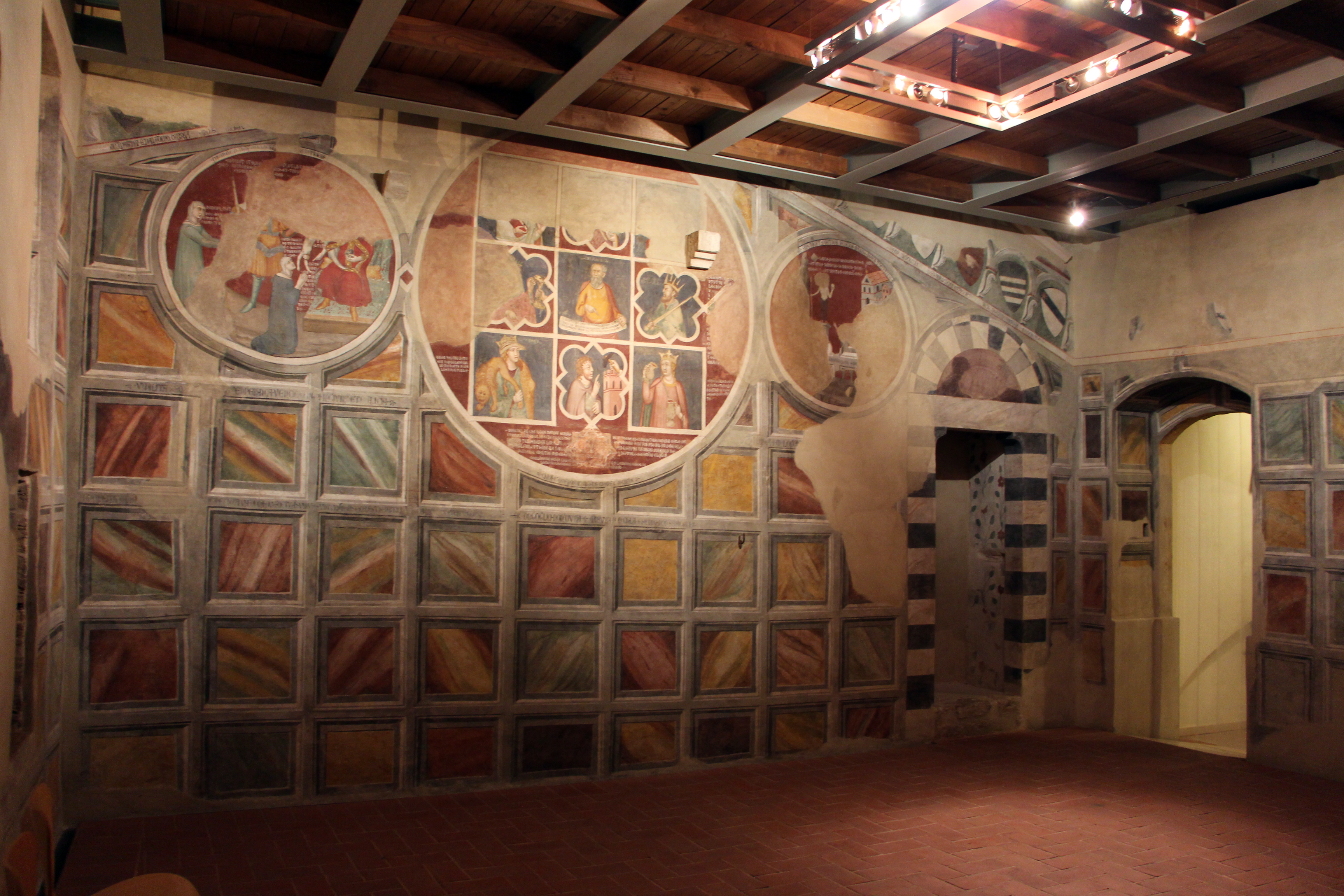
La sala di Aristotele

Il Museo di palazzo Corboli (per esteso Museo civico archeologico e d'arte sacra palazzo Corboli) è un museo di Asciano, situato lungo il corso Matteotti, al civico 122. Riunisce, dal 2003, i musei d'Arte Sacra e d'Archeologia precedentemente separati.

## Descrizione
Palazzo Corboli, adiacente alla chiesa di Sant'Agostino, fu residenza della famosa famiglia Bandinelli, ricchi mercanti senesi che vi abitarono probabilmente sin dalla fine del '200. Oltre alla preziosa porzione di muro in pisé perfettamente conservato (visibile nella sala 9), numerose sono le tracce di affreschi presenti nelle varie sale. Tra queste, vanno ricordate la Sala delle Quattro Stagioni e la Sala di Aristotele, le quali conservano ampie porzioni di splendidi cicli pittorici attribuiti ai senesi Cristoforo di Bindoccio e Meo di Pero.
Al piano nobile, al pian terreno (destinato a fondaco) e in parte del secondo piano è ospitata la collezione di Arte Sacra, con opere provenienti essenzialmente dalle chiese disseminate nel territorio di Asciano. L'allestimento conta una trentina di oggetti, in generale di alta qualità, alcuni dei quali veri capolavori. Tra le opere si ricordano il Crocifisso ligneo attribuito a Giovanni Pisano, una delicata Madonna col Bambino di Segna di Bonaventura, una di Lippo e Federico Memmi, il Trittico di Rofeno di Ambrogio Lorenzetti, l'Annunciazione di Francesco di Valdambrino, e pale di Matteo di Giovanni, Paolo di Giovanni Fei e Giovanni di Paolo. Tra tutti i dipinti spicca la Natività della Vergine del Maestro dell'Osservanza, tra i capolavori assoluti del Quattrocento senese. La collezione si conclude con opere più recenti, soprattutto dei secoli XVII e XVIII, oltre che su parati e corredi liturgici.
Da metà secondo piano il percorso introduce alla sezione Archeologica. Questa, dedicata alle evidenze dell'Alta Valle dell'Ombrone, raccoglie essenzialmente i reperti provenienti dagli scavi della necropoli di Poggio Pinci e del tumulo di Molinello (ad Asciano), dalla necropoli del Poggione (a Castelnuovo Berardenga), e dalle Terme romane di Campo Muri (a Rapolano).
La collezione è organizzata esponendo i reperti per provenienza, ricreando anche l'originaria disposizione degli oggetti nelle tombe etrusche e delle terme romane, oltre ad alcuni reparti, sempre etrusco-romani, rinvenuti durante i lavori di restauro del Museo stesso. Tra i pezzi di maggior prestigio, sono da segnalare il corredo funebre di una sepoltura principesca della necropoli del Poggione, o i rari esempi di scultura arcaica in pietra dal tumulo del Molinello(dal VII a. I secolo a.C.), oggetti in bucchero, urne in travertino e tufo, vasi (tra cui alcune rare kelebes volterrane).